# Dodge DH-Serie
Der Dodge DH-Serie war ein PKW der Firma Dodge in Detroit, der als Nachfolger des Senior im November 1930 vorgestellt wurde.
Der Wagen besaß einen seitengesteuerten 6-Zylinder-Reihenmotor mit 3466 cm³, der eine Leistung von 68 bhp (50 kW) abgab. Über eine Einscheiben-Trockenkupplung und ein Dreiganggetriebe mit Mittelschaltung wurden die Hinterräder angetrieben. Alle vier Räder hatten hydraulische Bremsen. Der Radstand des Fahrgestells betrug 2896 mm. Als Aufbauten wurden ein 4-türiger Phaeton, eine 4-türige Limousine, zwei 2-türige Coupés, ein 2-türiges Cabriolet und ein Roadster angeboten. Daneben gab es den DH auch als Fahrgestell mit allen mechanischen Komponenten für Kunden, die selbst einen Karosseriebaubetrieb beauftragen wollten.
Ab Juli 1931 wurde ein stärkerer Motor mit 74 bhp (54,4 kW) angeboten.
Im Januar 1932 ersetzte die DL-Serie den DH.